# Priotyrannus closteroides
Priotyrannus closteroides is een keversoort uit de familie boktorren (Cerambycidae). De wetenschappelijke naam van de soort is voor het eerst geldig gepubliceerd in 1877 door Carl Gustaf Thomson.